# Ismenia campestris
Ismenia campestris là một loài ruồi trong họ Tachinidae.